# Meine wunderbare Familie: Einmal Ostsee und zurück
Einmal Ostsee und zurück ist ein deutscher Fernsehfilm von Bernhard Stephan aus dem Jahr 2008. Es handelt sich um die zweite Episode der ZDF-Reihe Meine wunderbare Familie mit Tanja Wedhorn und Patrik Fichte in den Hauptrollen.

## Handlung
Die Rudertrainerin Hanna Sander und der Barista Jan Kastner schweben seit der Rettungsaktion im siebten Himmel. Das Glück scheint perfekt, wären da nicht die Befindlichkeiten ihrer in die Beziehung gebrachten Kinder. Sie wollen das junge Liebesglück mit aller Macht zerstören, denn aus Tims Sicht kann Hanna nie seine eigene Mutter ersetzen und Lilly braucht keinen neuen Aufpasser als Vater. Das frischgebackene Liebespärchen bucht kurzerhand einen gemeinsamen Urlaub auf Rügen und will sich so gemeinsam besser kennenlernen. Vorab müssen sie aber noch ihre Kinder überzeugen die Entscheidung mitzutragen und das gelingt ihnen mit einer spontanen Ballonfahrt.
Kaum auf Rügen angekommen, treten erste Probleme auf, weil Hannas Zimmerreservierung nicht richtig registriert war und sie, nun mühsam nach Ersatz suchen muss. Lilly will auf keinen Fall mit bei Jan wohnen, aber ihre Meinung ändert sich spontan, als sie am Strand Marco begegnet. Dennoch legt sie ihre Abneigung gegen Jan nicht ab. Dieser verwöhnt Hanna, wo er nur kann, und arrangiert sogar ein Dinner am Strand für sie zwei. Mit den Kindern gibt es allerdings täglich neuen Streit und auch untereinander mögen sich die beiden nicht. Die Streitigkeiten finden ihren Höhepunkt, als Lilly das Ferienhaus heimlich verlässt und spurlos verschwindet. Alles Suchen und Telefonieren bleibt erfolglos und in der Konsequenz reist Hanna ab. Doch auch zu Hause ist ihre Tochter nicht. Für Jan ist der Urlaub damit auch beendet und kehrt ebenfalls nach Berlin zurück. Am nächsten Tag ruft Hannas Exmann bei Hanna an und vermeldet, dass Lilly bei ihm ist. Er bringt sie dann sogar persönlich zurück zu ihrer Mutter. Hanna ist froh ihre Tochter wieder zu haben und die beiden sprechen sich miteinander aus. Allerdings gibt es nun Spannungen zwischen Hanna und Jan. Als Hanna dann auch noch mitansehen muss, wie Jan seine Sekretärin küsst, ist sie maßlos enttäuscht. In Lilly vollzieht sich dagegen ein Sinneswandel und sie möchte, dass ihre Mutter glücklich ist. So entschuldigt sie sich bei Jan für ihr schlechtes Benehmen im Urlaub und auch mit Tim versöhnt sie sich. Eigentlich will Hanna ja nichts mehr von Jan wissen, doch hält sie das nicht lange durch. Sie versöhnen sich wieder und Hanna plant mit Jan zusammenzuziehen.

## Hintergrund
Einmal Ostsee und zurück wurde zeitgleich mit dem Pilotfilm Die zweite Chance vom 4. Juni 2007 bis zum 10. August 2007 in Berlin, Brandenburg sowie an der Ostsee gedreht. Produziert wurde der Film von der UFA Fiction.

## Kritik
Die Kritiker der Fernsehzeitschrift TV Spielfilm zeigten mit dem Daumen zur Seite, vergaben für die Spannung einen von drei möglichen Punkten und resümierten: „Alltagsprobleme im Schonwaschgang“.